# Bảo tàng Khu vực Adam Fastnacht ở Brzozów
Bảo tàng Khu vực Adam Fastnacht ở Brzozów (tiếng Ba Lan: Muzeum Regionalne im. Adama Fastnachta w Brzozowie) là một bảo tàng tọa lạc tại số 5 phố Parkowa, Brzozów, Ba Lan. Bảo tàng này hiện đang bố trí triển lãm bên trong tòa nhà của tòa thị chính cũ.

## Lịch sử
Bảo tàng được thành lập theo khởi xướng của Jerzy F. Adamski. Nhờ nỗ lực của Hiệp hội Du lịch và Tham quan Ba Lan, bảo tàng chính thức mở cửa cho công chúng vào ngày 17 tháng 3 năm 1980. Bộ sưu tập cơ sở của bảo tàng gồm khoảng 500 hiện vật, những hiện vật này có nguồn gốc từ bộ sưu tập của Bảo tàng xã hội hoạt động vào giữa thập niên 1960. Vào ngày 30 tháng 5 năm 1981, bảo tàng ra mắt cuộc triển lãm thường trực đầu tiên về lịch sử và văn hóa dân gian của vùng Brzozów. Bảo tàng lấy tên hiện tại từ năm 1987. Sau một thời gian đóng cửa cải tạo, bảo tàng mở cửa cho công chúng trở lại vào ngày 17 tháng 11 năm 1990. Vào ngày 1 tháng 7 năm 1995, Bảo tàng Khu vực Adam Fastnacht ở Brzozów trở thành một đơn vị văn hóa chính quyền địa phương của thành phố và xã Brzozów.